# Fejd
Fejd (швед. «ворожнеча») — шведський фолк-гурт, утворений у 2001 році. Засновниками гурту були учасники гурту Rimmerfors та деякі музиканти з Pathos.

## Історія
У 2001 році Патрік та Ніклас Ріммефорси, які починали свою музичну творчість під назвою Rimmerfor, заснували фолк-колектив Fejd спільно з Леннартом Спехтом, Томасом Антонссоном та Еско Салоу. Інтерес братів до шведської середньовічної народної музики сягав ще з 1995 року, почався з вивчення музики і бажання досліджувати новий музичний стиль, спробувати щось нове.
Натхнені однодумцями, таких як Garmarna і Hedningarna, колектив починає створювати фолк-музику з домішками важких електронних гітар та вже у 2002 році записують перший демо-запис I en tid som var. Спочатку пісні були повністю написані братами Ріммерфорс, однак колектив брав участь у створенні та доповненні композицій.
Уперше гурт дає концерти у 2002 році після випуску демо.

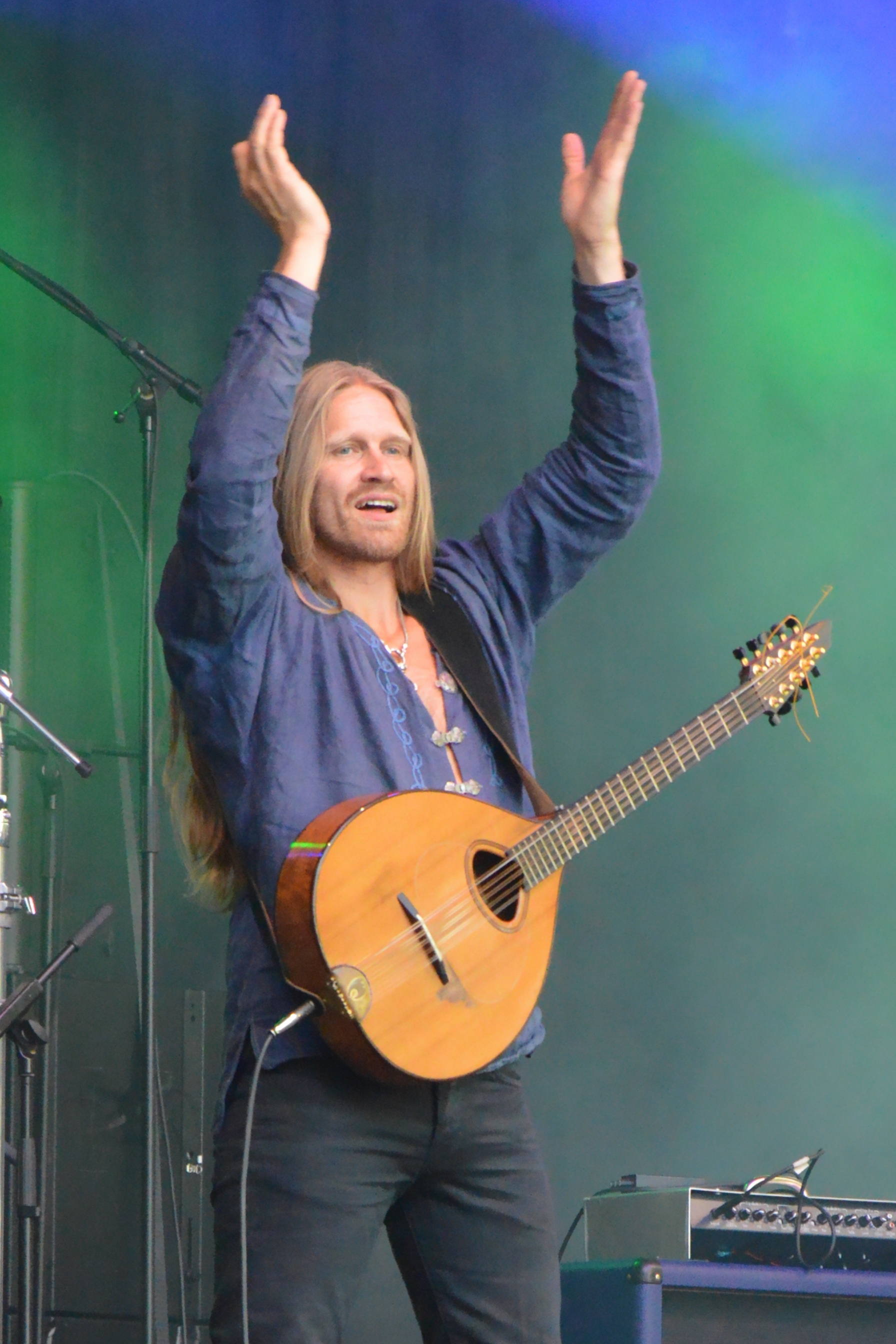
Патрік Ріммерфорс, 2013

У 2004 році видано ще одне демо під назвою Huldran, в яке увійшло 7 композицій гурту.
В січні 2006 року колектив видає EP Eld, який робить їх відомими за межами скандинавських країн.
Через два роки Fejd підписує контракт з лейблом Napalm Records, який скоріше був необхідністю, ніж бажанням гурту. Згодом на лейблі видається повноформатний альбом Storm. Влітку Fejd дає концерти на фестивалях в північній Німеччині та легендарному Wacken Open Air.
У жовтні 2010 року на лейблі Napalm Records видано ще один повноформатний альбом Eifur
2013-го року побачив світ третій повноформатний альбом Nagelfar. Назва, згідно германо-скандинавської міфології, означає корабель, зроблений з нігтів мертвих. Як і в попередніх альбомах, основною темою є міфологія та традиції Швеції.
2016 року до колективу приєднується гітарист Per-Owe Sovelius, який робить звучання Fejd важчим та націленим на метал-аудиторію.
У квітні 2016 року спільно з лейблом Dead End Exit, Fejd презентує сингл на чотири з половиною хвилини Härjaren.
Того ж року видано повноформатний альбом Trolldom, який високо оцінюється критиками та фанами. Його характеризують як важчий, з домішками гучних гітар, але все ж з фольковою скандинавською основою.

## Музика
Звучання Fejd бере за основу фольклорні скандинавські мотиви. Стиль гурту можна охарактеризувати як фолк (неофолк) з помітним впливом метал-музики. Учасники використовують для запису народні скандинавські інструменти, а саме бузукі, тагльхарпу, ріг, харді-гурді, шведську волинку, флейту та інші. Фольклорні інструменти надають музиці колориту та експресії. Після приєднання до гурту гітариста Per-Owe Sovelius, звук Fejd стає важчим через використання електрогітар.

## Склад гурту

### Учасники
- Patrik Rimmerfors — вокал, бузукі, волинка, єврейська арфа, колісна ліра, ріг, вербова флейта (2001–дотепер)
- Niklas Rimmerfors — нікельхарпа, бек-вокал (2001–дотепер)
- Lennart Specht — клавішні (2001–дотепер)
- Thomas Antonsson — бас (2001–дотепер)
- Esko Salow — ударні, перкусія (2001–дотепер)
- Per-Owe Solvelius — гітари (2015–дотепер)

## Дискографія

### Демо-записи
- I en tid som var (2002)
- Huldran (2004)

### EP та сингли
- Eld (2006)
- Härjaren (2016)

### Студійні альбоми
- Storm (2009)
- Eifur (2010)
- Nagelfar (2013)
- Trolldom (2016)